# 히스토릭 크루 스타디움
히스토릭 크루 스타디움(Historic Crew Stadium)은 미국의 축구 전용 경기장이다. 오하이오주 콜럼버스에 위치하고 있으며 과거 MLS의 참가 클럽 콜럼버스 크루 SC의 홈경기장으로 사용했으면, 2026년부터 UFL 콜럼버스 UFL 팀의 홈경기장으로 사용할 예정이다.
| MLS 올스타전 개최 경기장 |                               |                   |
| 1999년                   | 2000년 콜럼버스 크루 스타디움 | 2001년            |
| 퀄컴 스타디움            | 2000년 콜럼버스 크루 스타디움 | 스파르탄 스타디움 |
|                          |                               |                   |
|                          |                               |                   |

| MLS 올스타전 개최 경기장 |                               |             |
| 2004년                   | 2005년 콜럼버스 크루 스타디움 | 2006년      |
| RFK 스타디움             | 2005년 콜럼버스 크루 스타디움 | 도요타 파크 |
|                          |                               |             |
|                          |                               |             |